# USS Gar
Lo USS Gar (codici e numeri d'identificazione SS-206) fu uno dei dodici sommergibili della classe Tambor, indicato anche come capoclasse dei sei di classe Gar, costruito durante la seconda guerra mondiale per la United States Navy, la marina militare degli Stati Uniti d'America. Il suo nome, prima e unica unità a portare tale denominazione, fa riferimento ai pesci marini della famiglia dei Lepisosteidi, conosciuta in lingua inglese con il nome comune gar, endemico delle coste atlantiche di America Settentrionale, Centrale e isole caraibiche.
Il Gar venne varato il 27 novembre 1940, con madrina dell'evento Mrs. George T. Pettingill, moglie del Rear Admiral Pettingill, entrando in servizio operativo il 14 aprile 1941. Nel corso di quell'anno fu utilizzato, assieme ai pariclasse Tambor e Trout, come un obiettivo nello studio dell'efficacia delle bombe di profondità; sommerso a quota periscopica e sottoposto a esplosioni di 300 lb (136 kg) di TNT a varie distanze dal sottomarino, fornì dati che influenzarono il design di shock proofing nella progettazione dei sottomarini successivi.
Operativo nel teatro della Guerra del Pacifico, dove riuscì ad affondare alcune navi cargo giapponesi, tra cui la Koyu Maru da 5 325 ton, sopravvissuto agli eventi bellici, al termine del conflitto venne messo fuori servizio e assegnato alle riserve fino alla sua definitiva radiazione dal Naval Vessel Register il 29 maggio 1959.
Per il suo operato durante la seconda guerra mondiale fu insignito di undici Battle star.